# Гвоздков Олександр Олександрович
Олекса́ндр Олекса́ндрович Гвоздко́в — підполковник Збройних сил України.

## З життєпису
Станом на 2015 рік — керівник групи цивільно-військового співробітництва (СІМІС) у Донецькій області, сектор Б. Завданням групи є надання гуманітарної допомоги мешканцям, відновлення інфраструктури, газового та електропостачання, водопроводів в населених пунктах, ремонт шкіл, інших соціальних об'єктів.

## Нагороди
За особисту мужність, сумлінне та бездоганне служіння Українському народові, зразкове виконання військового обов'язку відзначений — нагороджений
- орденом Богдана Хмельницького III ступеня (4.12.2016).